# Damalis crypta
Damalis crypta là một loài ruồi trong họ Asilidae. Damalis crypta được Oldroyd miêu tả năm 1960.